# Eunogyra
Eunogyra is een geslacht van vlinders uit de familie van de prachtvlinders (Riodinidae), onderfamilie Riodininae.
Eunogyra werd in 1851 voor het eerst wetenschappelijk beschreven door Westwood.

## Soorten
Eunogyra omvat de volgende soorten:
- Eunogyra curupira Bates, H, 1868
- Eunogyra satyrus Westwood, 1851